# Gypona prasina
Gypona prasina är en insektsart som beskrevs av Hermann Burmeister 1839. Gypona prasina ingår i släktet Gypona och familjen dvärgstritar. Inga underarter finns listade i Catalogue of Life.